# 霞新流
霞新流（かすみしんりゅう）とは、柔術の流派である。

## 歴史
制剛流より分かれ、流祖は森川武兵衛高正である。
水早長左衛門-梶原源左衛門-里村隨心政氏-和田十郎右衛門正重-森川武兵衛と伝わった制剛流の分派である。
上州碓井郡では、井出五郎兵衛より、上州碓井郡板鼻 真下松五郎文近から、下小島村 峯岸弥三郎文茂、子の文郷、孫の弥作文信、そして弥内に伝える。
昭和頃まで、真下松五郎→安中初五郎正高からの傳系を伝える赤尾惣平門下の安中寅三郎が古武道振興会に加盟して伝承していた。
嘉納治五郎が揮毫し井上通泰が読み、井上縫太郎らが建立した石碑が群馬県高崎市下小島に現存する。
上州群馬郡における伝承では、荒木霞新流として外山八衛一月斎（高橋）は川越藩指南役の後、菅谷村に道場を開き、登坂菊衛、外山源作ら門弟数百名を数えた。上野国総社神社（前橋市元総社町）や一本木稲荷神社（前橋市植野）に荒木霞新流 外山八衛の献額が残る。総社神社献額　文久元年（1861）

## 内容
柔術形
一文字、引折、猿猴、霞返、虎返、眉間砕、天狗落、無間、真向目附、小具足
両羽返、巖石落、巖石落、足破、両手返、剣附、剣返、左右、左右胸柄、木葉返
長柄ノ鎌
表 五本
裏 五本

## 系譜

### 真下松五郎まで
- 森川武兵衛高正
- 飯島久馬之助正明
- 宮澤孫兵衛美邸
- 小出政右衛門師誉
- 高橋惣輔如誉
- 井出五郎兵衛信綿
- 真下松五郎文近

### 真下松五郎以降
- 真下松五郎文近
  - 峯岸弥三郎文茂
    - 峯岸文郷（峯岸弥三郎の子）
    - 峯岸弥作文信（峯岸弥三郎の孫）
      - 赤尾惣平（天神真楊流の井上敬太郎とも交流があった。）
        - 安中寅三郎正高
        - 井上縫太郎（忰田縫太郎）
        - 忰田栄一

  - 安中初五郎正高

### 荒木霞新流
- 荒木夢仁斎-森霞之介-山本嘉助-竹内九朗衛門
- 外山八衛一月斎（14世）　外山源作（15世）木村亀右衛門（16世）
- 田子亀之丞（17世）

## 史跡
峯岸先生之碑
　高崎市下小島町公民館　幸宮神社西　

赤尾惣平翁碑
下里見宮谷戸旧万福寺